# Hydaticus transversalis
Hydaticus transversalis là một loài bọ cánh cứng trong họ Bọ nước. Loài này được Pontoppidan miêu tả khoa học năm 1763.

## Hình ảnh

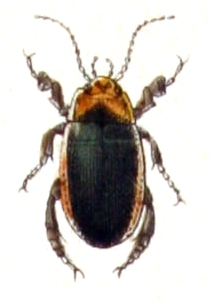
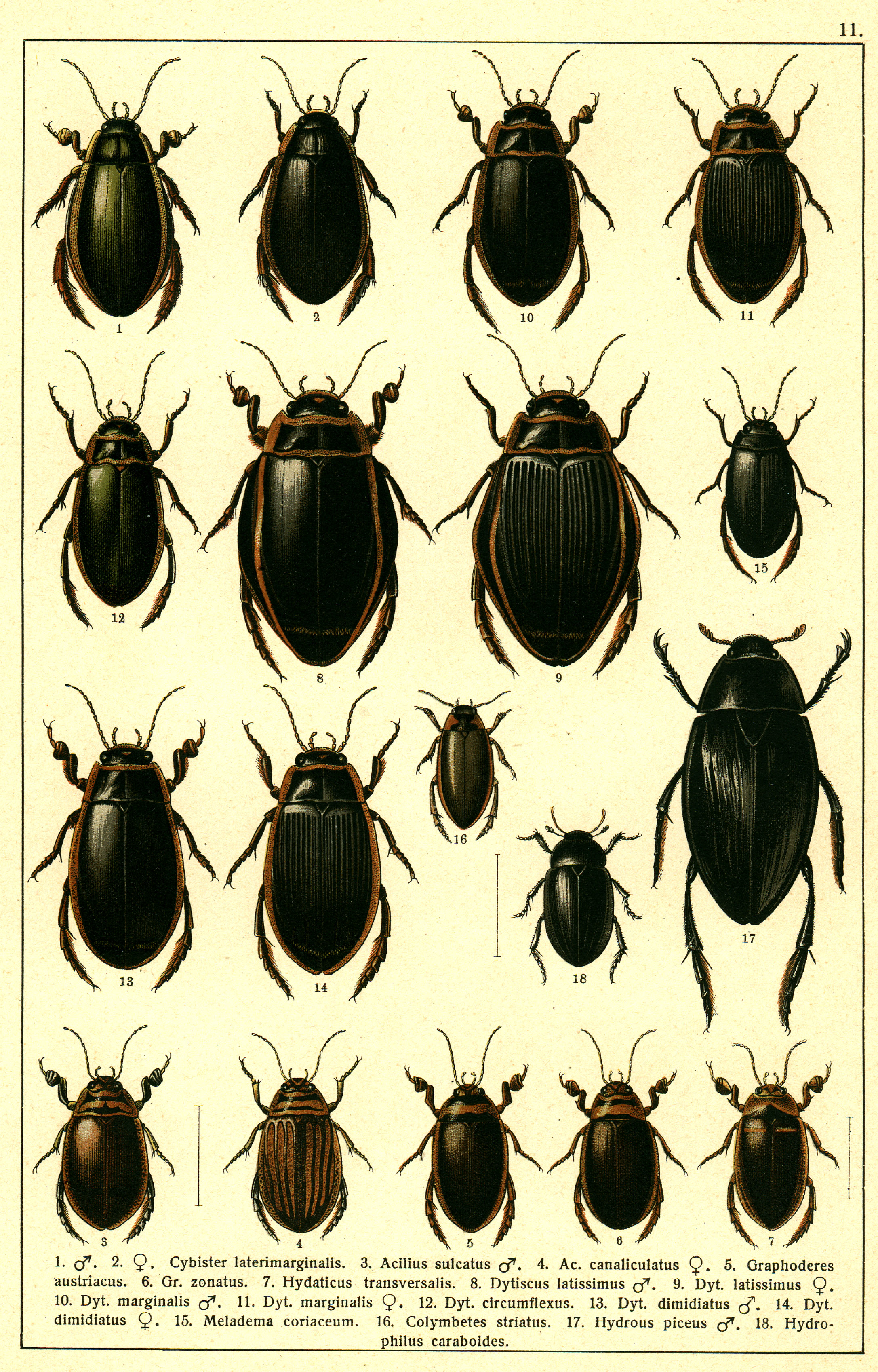
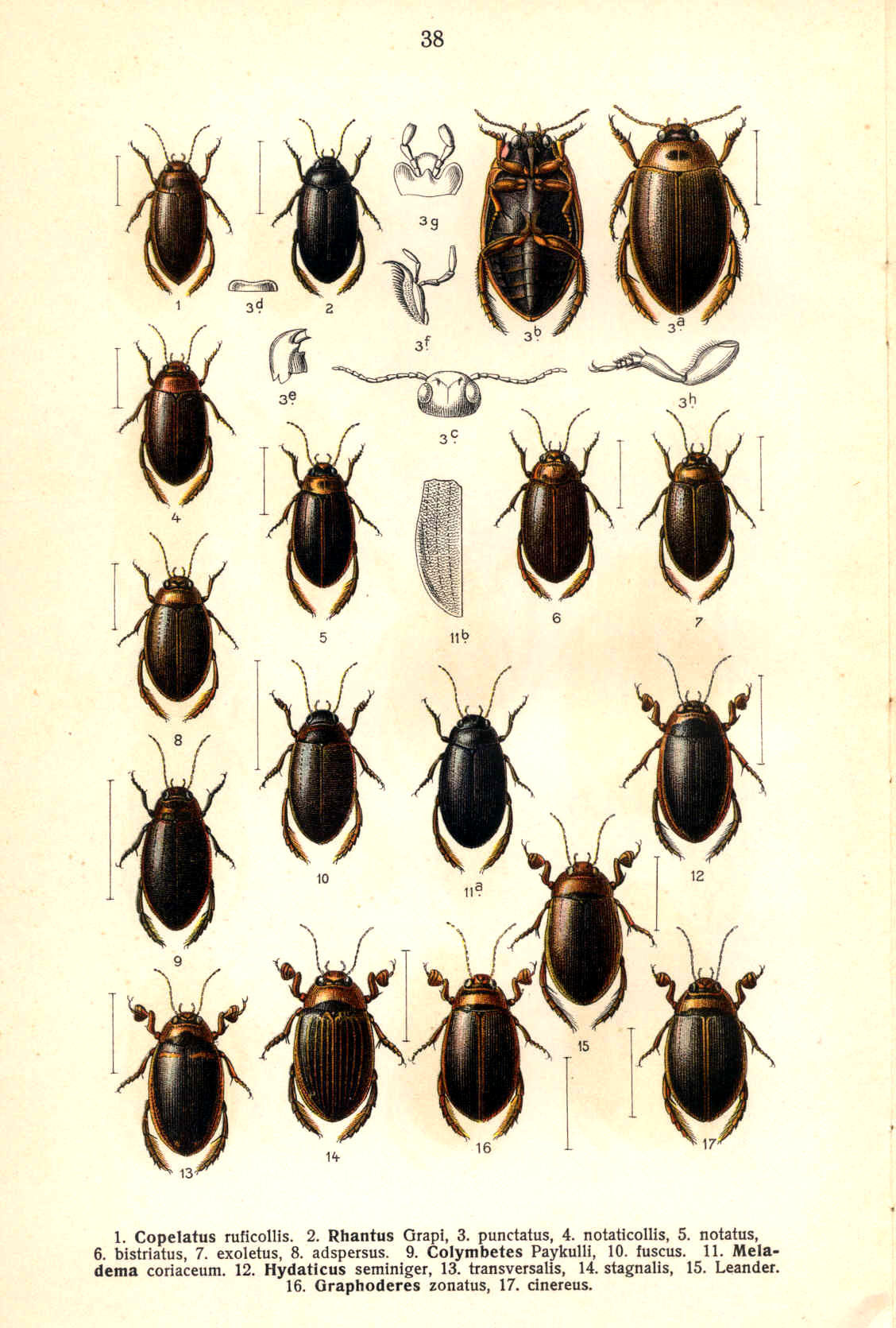
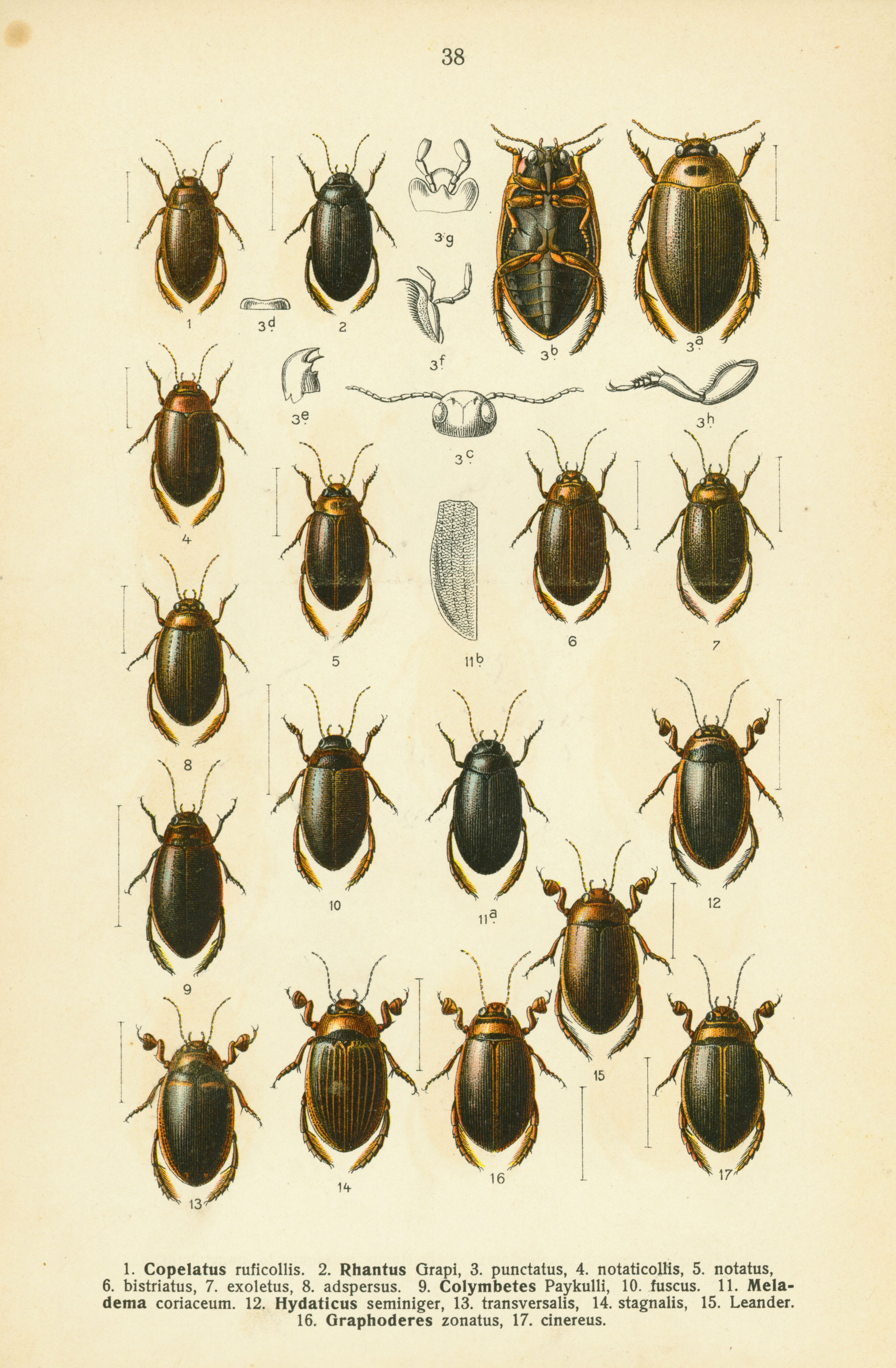